# 井上銘
井上銘（いのうえ めい、1991年5月14日 - ）は日本のジャズ・ギタリスト。神奈川県川崎市出身。

## 来歴
- 15歳からロックギターをはじめる。高校時代、父親と観に行ったマイク・スターンのライブに感銘を受け、ジャズに転向。その後、宮之上貴昭に師事。地元である宮前平のライブ・ハウス「Indigo」でライブ活動を行っていた。高校3年時に鈴木勲に見出され、OMAバンドに参加。
- 2010年、明治学院大学に進学（のちに退学）。
- 2011年10月、「ファースト・トレイン」でCDデビュー[1]。オリジナル曲の他、レッド・ツェッペリンやエリック・クラプトンを巧みにカバーし、ジャズライフ誌、JAZZ JAPAN誌などで絶賛される[要出典]。
- 2012年1月、「ファースト・トレイン」が「NISSAN PRESENTS JAZZJAPAN AWARD 2011」のアルバム・オブ・ザ・イヤー（ニュー・スター部門）を受賞。横浜市の日産自動車グローバル本社ギャラリーで行われた受賞記念ライブで山中千尋、SOIL&"PIMP"SESSIONSらと共演。
  - 2月、Blue Note Tokyoで開催された「BLUE NOTE Plays BLUE NOTE」に出演。同イベントにて日野皓正らと共演。
  - 6月、NHK-BS1「地球テレビ エル・ムンド」に井上銘グループとして出演[2]。
  - 同年9月よりフルスカラシップ生として米バークリー音楽大学に留学。
- 2013年11月、2ndアルバム「ウェイティング・フォー・サンライズ」を発売。
- 2014年1月、「地球テレビ エル・ムンド」に渡辺香津美とデュオで出演[3]。
- 2014年6月、留学を終え帰国。
- 2015年5月、小西遼（sax）、小田朋美（p,key,vo）、角田隆太（b）（ものんくる）、石若駿（ds）とともに新ユニット『CRCK/LCKS』を結成。同年6月、菊地成孔プロデュースイベント「モダン・ジャズ・ディスコティーク」に出演[4]（2017年3月にベースが越智俊介（CICADA）に交代）。
- 2017年、新リーダープロジェクト"May Inoue Stereo Champ"での初アルバム「Stereo Champ」を発売[5]。
- 2018年、井上銘のリーダープロジェクトとしての"May Inoue Stereo Champ"から、"Stereo Champ"をバンド名義に変更しての2ndアルバム「MONO LIGHT」及び、初のアコースティックソロギターアルバム「Solo Guitar」を発売[6]。
- 2019年4月よりFMヨコハマにて「Midnight Jammin'」の番組を担当。

## ディスコグラフィ

### リーダー作品
- ファースト・トレイン（2011年、EMIミュージック・ジャパン）
- ウェイティング・フォー・サンライズ（2013年、Universal Classic & Jazz）
- ステレオチャンプ（2017年、リボーンウッド）
- Our Platform（2020年、ポニーキャニオン）[7]

### Stereo Champ名義
- MONO LIGHT - STEREO CHAMP（2018年、リボーンウッド）

### ソロ作品
- Solo Guitar （2018年、リボーンウッド）
- Tokyo Quartet（2025年3月19日、リボーンウッド）

### CRCK/LCKS
- 「CRCK/LCKS」（2016年、APOLLO SOUNDS）
- 「Lighter」（2017年、APOLLO SOUNDS）
- 「Double Lift」（2018年、APOLLO SOUNDS）
- 「Temporary」（2019年、APOLLO SOUNDS）
- 「Temporary vol.2」（2019年、APOLLO SOUNDS）

### ゲスト参加
- 「一献献上」（M-3.5） - 白鶴山[8]（2014年、キングレコード）
- 「FOR COOL CATS ONLY -the birth of somethin'cool- VOL.1（サムシンクールの誕生）」（M.3"ゲイトW"、M.7"サンド・ボックス"[9]） - V.A.（2014年、サムシン・クール）
- 「Boys featuring SHUN」 - 金澤英明（cb）、石井彰（p）、石若駿（ds）ほか[10]（ラルゴ音楽企画、2015年）
- 「Cleanup」（M-1.4.9.10.11[11]） - 石若駿（2015年、SOMETHIN' COOL〈distributed by disk union）〉)
- 「GUITAR IS BEAUTIFUL KW45」（M-4[12]） - 渡辺香津美（ワーナーミュージック・ジャパン、2016年）
- 「Oaky-Doky!」 - 多田誠司Oaky feat.井上銘（2016年、ラルゴ音楽企画）
- 「ラブソングス」 - 佐藤恭子（Sax）（2017年、doLuck Jazz）
- 「世界はここにしかないって上手に言って」 - ものんくる（2017年、ソニー・ミュージックアーティスツ[13]）
- 「TAMAXILLE」 - TAMAXILLE（本田珠也（Ds）、類家心平（Tp）、須川崇志（B）、井上銘（Gt））（ピットイン・ミュージック、2017年）
- 「Infinite Creature」（※Disc2に参加[14]) - 曽根麻央(Tp, P, Cp）（2018年、ポニーキャニオン）
- 「CLNUP4」 - 石若駿（2019年、APOLLO SOUNDS）[15]

## 出演

### ラジオ
- Midnight Jammin'（2019年4月13日 - 2020年12月28日、Fm yokohama 84.7） - DJ[16]

### テレビ
- MA HEADLINES #562「井上銘」（2025年4月19日（初回放送）、ミュージック・エア）[17]